# Ortega (Kolumbia)
Ortega – miasto w Kolumbii, w departamencie Tolima.